# Pieszków (powiat lubiński)
Pieszków – wieś w Polsce położona w województwie dolnośląskim, w powiecie lubińskim, w gminie Lubin.
Dawne nazwy miejscowości:
Peschendorf – 1287,
Beczcendorf – ok. 1300,
Pettendorf – 1335,
Peczendorf, Peczkindorf – 1359,
Peczkindorf, Pleczkondorf – 1360,
Petzendorf – 1519,
Petschkendorf – 1789,
Petschkendorf Nieder-, Miettel-, Ober-1873,
do 1945 r.używano też nazwy Przysiółka Herbowice.
Historia wsi i dóbr:
          Według Konrada Klose wieś założona została ok. 1280 r. przez pierwszego lokatora Pexscho, (Petschko), od imienia którego wzięła nazwę. Drugi lokator Heinrich, wzmiankowany 25 lutego 1287 r. nazwał ją Heinersdorf, ale nazwa ta nie przyjęła się. Osada wymieniona w księdze fundacyjnej „Liber Fundationis” z 1305 r. jako lokowana na prawie niemieckim, wzmiankowana była następnie w 1335, 1357 i 1359 r. W 1359 r. po wieloletnim sporze z księciem legnickim Wacławem I znalazła się w posiadaniu księcia brzeskiego Ludwika I, jako część spadku odziedziczonego po ojcu Bolesławie III. Według spisu z 1613 r. sporządzonego dla księstwa legnickiego w Pieszkowie mieszkało 19 kmieci, 5 zagrodników i 6 chałupników. Po zakończeniu wojny trzydziestoletniej we wsi pozostało tylko 15 rodzin (ok. 80-90 osób) i wiele zagród było opuszczonych. W 1789 r. osada liczyła 13 kmiecych gospodarstw pańszczyźnianych, 7 wolnych i 12 zagrodników omłockowych, 4 pastuchów i 11 wyrobników.
        Pierwszymi znanymi właścicielami majątku ziemskiego byli Benuschius i Henryk z Żar, którzy 27 września 1359 r. sprzedali za 64 grzywny braciom Henczlinowi (Henkschlinowi), Teodorykowi, Piotrowi prezbiterowi, Tammowi i Niczkowi de Redirn (von Redern) 6 łanów i 4 pręty oczynszowane oraz 8 miar i 9 szefli jęczmienia rocznego czynszu ze swych dóbr w Pieszkowie. 28 wrześnica 1359 bracia de Redirn kupili dalsze 4 grzywny rocznego czynszu od Botho de Bruchaksdorf, który nabył go niegdyś od Benuschia i Henryka z Żar.Proces wykupu dóbr prowadzili także w 1360 r. i tak 16 marca odkupili za 123 grzywny od Henryka z Żar oprawę wdowią jego żony Dobirki (Dobirca) liczącą 12 łanów oczynszowanych i 5 prętów oraz 2 place pod budowę domu, a 30 września od Anny córki nieżyjącego Henczlina z Żar 4 grzywny rocznego czynszu dziedzicznego, z którego 2 grzywny należały się jej z dóbr brata Henryka z Żar.
       Przypuszczać należy, że w tym czasie stan własnościowy był w Pieszkowie bardziej skomplikowany. Włości miała tu także Małgorzata żona Apeczki de Wedrow, która 12 kwietnia 1360 r. sprzedała za zgodą męża 12 łanów i 5 prętów oczynszowanych wraz z czynszem dziedzicznym, dwoma placami, sądownictwem prowincjonalnym, wszystkimi obciążeniami i prawem alienacji. Inną właścicielką była też Selstrengyne, która 22 lipca 1360 r. sprzedała ze swych dóbr w Pieszkowie 4 grzywny rocznego czynszu Peszowi Heckil.
        W 1402 r. folwark w Pieszkowie należał do Agnieszki, wdowy po Ottonie Hoffie, która 2 marca sprzedała z niego grzywnę czynszu zarządcom kościoła na lubińskim zamku. W 1453 r. dziedzicem dóbr był Hans Nostitz z Siedlec, w 1499 r. współdziedzicem Melchior Magnes. Przed 1789 r. właścicielami posiadłości ziemskiej były rodziny von Hund i von Wehner, a w 1789 r. hrabia von Posadowski-Wehner, do którego należał dom pański i trzy folwarki. W 1830 r. majątek zajęty na rzecz skarbu państwa (zapewne za długi), stanowił własność hrabiego von Pfeil. W 1845 i 1848 r. należał do pana Beloch, w l. 1867 i 1870 podporucznika Wilhelma Juliusa Schröder. Przed 1873 r. nastąpił własnościowy podział dóbr na dwie części. Petschkendorf przejął bankier Joseph Friedländer z Wrocławia, Nieder Petskendorf Friedrich Lichey.
     W kolejnych latach podzielono posiadłość na trzy części, odpowiadające prawdopodobnie wcześniej wzmiankowanym folwarkom, były to Pieszków Środkowy, Górny i Dolny (Mittel-, Nieder- i Ober Petschkendorf).W latach 1886-1912 właścicielem folwarku Mittel Petschkendorf był podporucznik rezerwy Hubert von Weigel z Gorzelina, przy czym od 1898 r. należał do niego także folwark Ober Petschkendorf, a od 1905 r. jeszcze dodatkowa własność rolna (Rustikalbesitz). Od 1917 r. dominium to pozostawało w posiadaniu Toni von Weigel z Gorzelina, a następnie od 1920 r. Paula Becka, będąc w zarządzie Alice von Lorentz z domu Beck, którą w 1926 r. wzmiankowano jako właścicielkę.
       W 1930 r. Środkowy i Górny Pieszków znajdował się w rękach F.M. Hoffmana i A. Nieke. Wkrótce nastąpił jednak ponowny podział majątku Mittel- i Ober Petschkendorf. W l. 1934-1937 r. Pieszków Środkowy należał do Wernhera Margulla Landwirta, Pieszków Górny natomiast został prawdopodobnie włączony do majątku gminy. Oba folwarki nastawione były na hodowlę bydła, świń i uprawę roślin okopowych.Pieszków Dolny (Nieder Petschkendorf) dzierżawiony przez Winkelmanna, od 1886 r. znajdował się w posiadaniu rotmistrza Richarda von Decker, który przed 1898 r. włączył go do majętności Zwierzyniec (Herrschaft Dittersbach), obok majątków w Zwierzyńcu (Dittersbach) i Niemstowie Górnym (Ober Herzogswaldau) oraz folwarków w Niemstowie Podgórzu (Vorwerk Oberhof) i Miłosnej (Ischerei). Folwark w Pieszkowie Dolnym dzierżawiony przez Otto Trautmana od 1917 r., miał udziały w mleczarni i krochmalni w Niemstowie-Łazku (Rodehäuser) oraz cukrowni w Lubinie. W 1930 r. należał do Saschy Pfotenhauer z domu von Decker, właścicielki majątku w Niemstowie Podgórzu (Dittersbach Oberhof), a w 1937 r. do Güntera Michaelis-Hauswaldt. Folwarkowi towarzyszyły ogrody, a gospodarstwo nastawione było na hodowlę bydła i świń.
      O Ecclesie de Pettendorf wspominano po raz pierwszy w wykazach dziesięcin nuncjusza Galharda z ok. 1335 r. W 1493 r. wymieniono plebana Stefana Wesmera, w 1587 r. pastora Romanusa Kittel.
       Kościół został wraz z wieżą spalony w czasie wojny trzydziestoletniej w 1634 r. Z protokołów wizytacji z l. 1654-55 wynika, że chór i zakrystię nakryto prowizorycznym dachem, aby umożliwić odprawianie nabożeństw. Brakowało jednak ławek i chrzcielnicy,a tymczasową ambonę zbito z desek. Zniszczone były także plebania, szkoła i dom zakrystiana. Kościół odnowiony po 1655 r. i wyposażony w 1696 r. w chrzcielnicę, spłonął ponownie 11 lipca 1725 r. od uderzenia pioruna. Odbudowany i zbarokizowany w 1726 r.przez cesarskiego rotmistrza Christiana Bauera von Bergfeld, został poświęcony w 1727 r. W 1938 r. w czasie prowadzonych w kościele prac remontowych, odkryto drewniane rzeźby pochodzące prawdopodobnie z ołtarza głównego, z czasu przed 1530 r. Do k. XIX w. patronat nad kościołem sprawowali właściciele Pieszkowa Środkowego. Świątynia od ok. 1530 do 1945 r. należała do ewangelików.
Układ przestrzenny wsi:
      Siedlisko wsi położone przy drodze prowadzącej z Raszowej do Lubina. Układ wsi ulicowy, o trzonie wyznaczonym przez lokalną drogę biegnącą na osi wsch.-zach., krzyżującą się z traktem lubińskim. W środkowej części wsi, przy skrzyżowaniu dróg znajduje się kościół, sąsiadujący od wsch. z zespołem dworskim. Relikty dwóch innych zespołów folwarcznych usytuowane są na wschodnim i zachodnim krańcu wsi. Zabudowa zagrodowa rozlokowana wzdłuż drogi wiejskiej, po obu jej stronach. Kościół orientowany, jednonawowy, z wieżą zach. i niewyodrębnionym prezbiterium posadowiony w obrębie dawnego cmentarza przykościelnego, którego obrys pozostaje słabo czytelny ze względu na fragmentaryczne zachowanie muru ogrodzeniowego, w części rekonstruowanego.
       Przy kościele niekomponowana skupina klonów pospolitych oraz dąb i dwie lipy posadzone prawdopodobnie pierwotnie przy obecnie niezachowanej furcie cmentarnej. W rekonstruowany odcinek muru cmentarnego wmurowane płyty nagrobne. Relikty trzech historycznie potwierdzonych folwarków: Ober- Mittel- i Nieder Petschkendorf, obecnie słabo czytelne w układzie wsi.
     Najlepiej zachowany przestrzennie zespół środkowy (Mittel Petschkendorf), usytuowany w bezpośrednim sąsiedztwie kościoła. Całkowitej degradacji uległa jednak zabudowa, z której zachowała się jedynie oficyna mieszkalna nr 19 a, z tablicą herbową z pocz. XIX w. wtórnie wmurowaną w balustradę tarasu, stodoła z pocz. XIX w. oraz część innych budynków gospodarczych – obecnie w ruinie. Zatarta została także pierwotna kompozycja przestrzenna zespołu, ponieważ w jego obrębie usytuowano nowe, współczesne budynki gospodarcze i tzw. „komórki”, o formach całkowicie kolidujących z zabudową historyczną.
       Nie zachowały się też żadne relikty parku, opisywanego w źródłach.W jeszcze większym stopniu zdegradowane zostały dwa pozostałe założenia folwarczne: (Nieder Petschkendorf) na wsch. krańcu wsi i (Ober Petschkendorf) na krańcu zach., których układ przestrzenny jest obecnie nieczytelny, a zabudowa wskutek rozbiórek i przebudów utraciła cechy stylowe
Poniżej zamieszczony jest historyczny opis Pieszkowa napisany przez Grete Kusche z domu Lehmann i Waltera Lehmann

## Podział administracyjny
W latach 1975–1998 miejscowość należała administracyjnie do województwa legnickiego.

## Zabytki
Do wojewódzkiego rejestru zabytków wpisane są:
- kościół filialny pw. Matki Boskiej Częstochowskiej, z XV w., połowy XVIII w.
- cmentarz przykościelny, z XIV w.

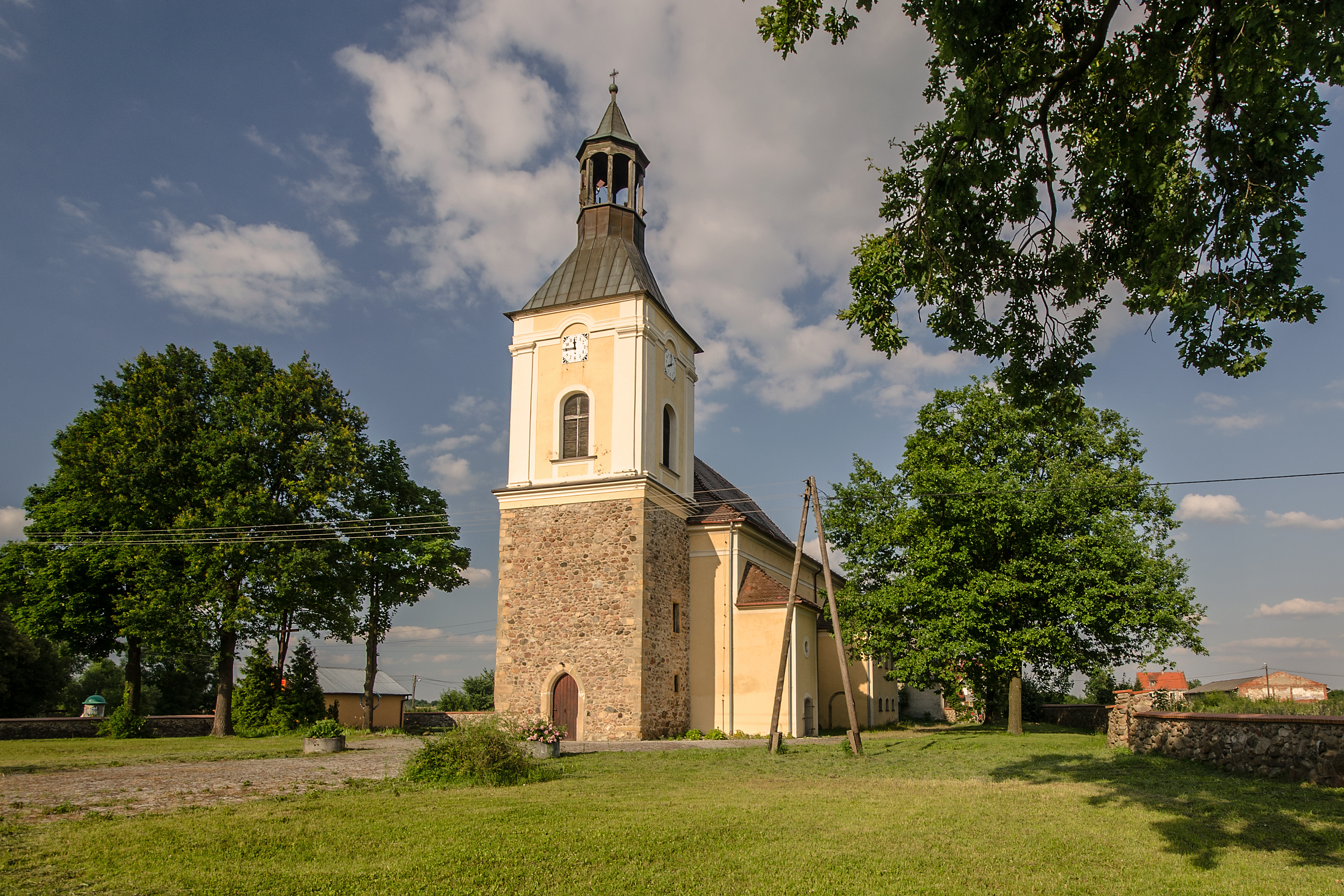
Kościół Matki Boskiej Częstochowskiej
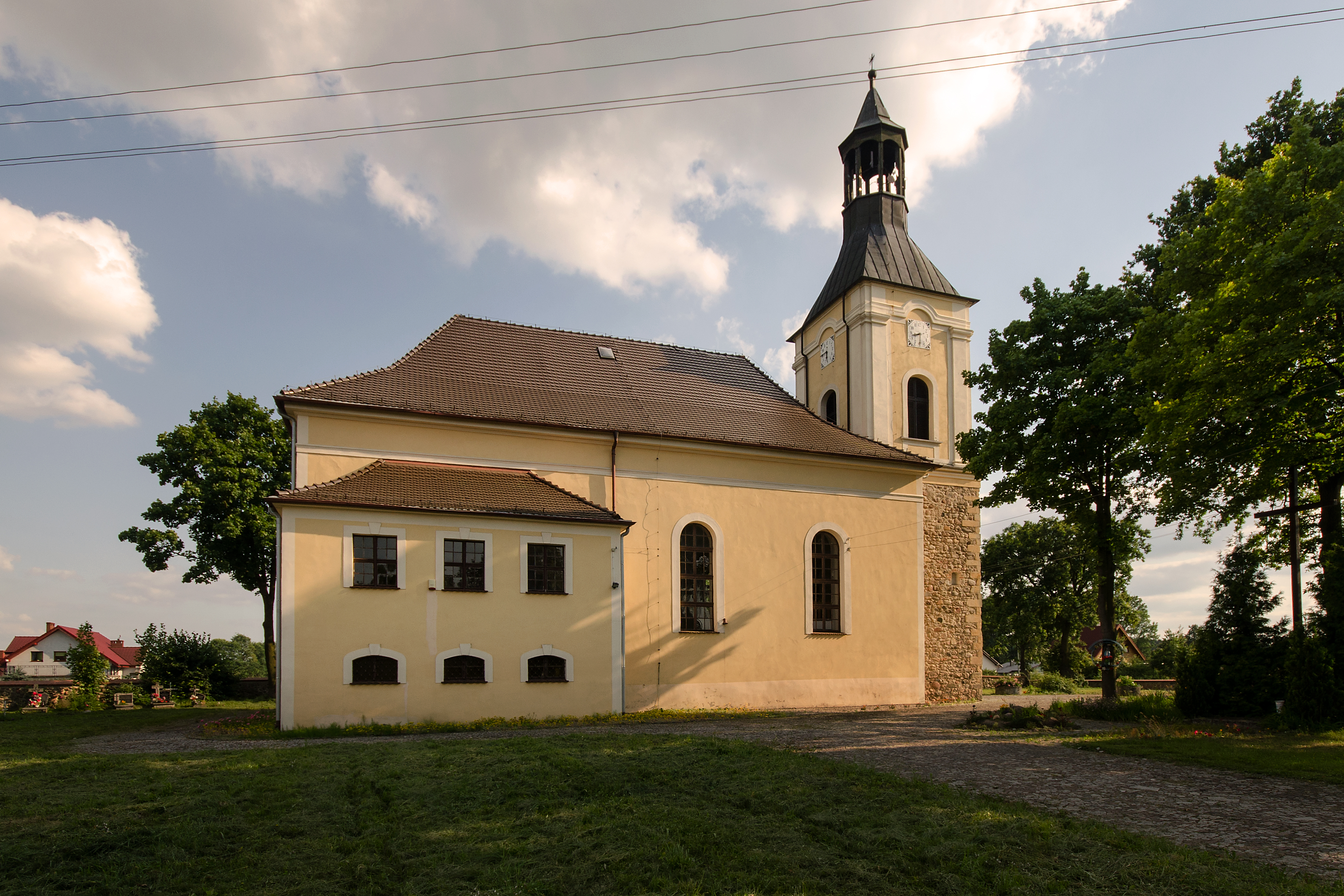
Kościół Matki Boskiej Częstochowskiej